# 徐大彤
徐大彤（1970年2月18日—），男，汉族，天津人，中华人民共和国政治人物。现任公安部党委委员、副部长，国家禁毒委副主任，副总警监警衔。

## 生平

### 天津
1991年3月，加入中国共产党。1992年7月，从天津外国语学院英语系国际贸易专业毕业，此后长期于天津港保税区工作。2008年1月，任天津市滨海新区管委会副巡视员、党组成员。2010年1月，任天津市滨海新区商务委员会主任，同年5月兼任党组书记。2014年2月，任中新天津生态城管委会主任、党组书记。
2017年4月，任天津经济技术开发区工作委员会书记、管委会主任。2017年12月，任天津经济技术开发区工作委员会书记。2018年5月，任中共天津市武清区委书记。

### 陕西
2019年7月，任陕西省人民政府副省长、党组成员。2021年1月，兼任陕西省公安厅厅长。

### 公安部
2023年3月，任公安部党委委员、副部长。同年6月，兼任国家禁毒委员会副主任。